# Запорожье (Синельниковский район)
Запорожье (укр. Запоріжжя) — село,
Васильковский сельский совет,
Петропавловский район,
Днепропетровская область,
Украина.
Код КОАТУУ — 1223881202. Население по переписи 2001 года составляло 123 человека.

## Географическое положение
Село Запорожье находится на расстоянии в 1 км от посёлка Васильковское и села Сидоренко.
Через село проходит автомобильная дорога Т-0431.